# Linea blu (metropolitana di Montréal)
La linea blu (in francese: Ligne bleue) è una delle quattro linee della metropolitana di Montréal, nel Québec, Canada. Fu la quarta a essere costruita, nonostante il suo nome ufficiale alternativo di "Linea 5" (la linea 3 fu progettata ma mai costruita). A differenza degli altri tre percorsi, la linea blu non serve lo svincolo principale della città a Berri-UQAM.
La linea è servita da un unico piazzale situato tra le stazioni di Parc e de Castelnau che è completamente sotterraneo e occupa una piccola porzione sotto Jarry Park. Un altro impianto di servizio si trova alla fine dei 500 metri che seguono la stazione di Snowdon, ma è raramente utilizzato dalla Société de transport de Montréal (STM).

## Storia
La costruzione della stazione di Snowdon è iniziata nel 1975, con due livelli di piattaforma. Nel 1979, il governo provinciale ha deciso di costruire la linea blu. Il 16 giugno 1986 la prima sezione, tra Saint-Michel e De Castelnauopened fu inaugurata.
A ciò seguì il tratto da De Castelnau a Parc il 15 giugno 1987 e da Parc a Snowdon il 4 gennaio 1988. L'apertura della stazione intermedia Acadie fu posticipata di quasi tre mesi. È stato infine aperta il 28 marzo 1988. Altre estensioni previste ad entrambe le estremità del percorso sono state finora tralasciate per ragioni economiche.

### Estensioni proposte
L'ex Agence métropolitaine de transport (AMT, ora ARTM) ha pubblicato uno studio, Vision 2020, nel dicembre 2011. Secondo ciò, la linea blu si estenderà a nord-est di Saint-Michel fino ad Anjou. Ci sono state in totale in cinque nuove stazioni previste: Pie-IX, Viau, Lacordaire, Langelier e Anjou. Il capolinea si trovava al centro commerciale delle Galeries d'Anjou, vicino all'incrocio tra la Autoroute 25 e la Autoroute 40. Il 20 settembre 2013, un'estensione di 7 km a nord-est verso St. Leonard e Anjou è stata annunciata dalla STM e dal governo del Québec. Il governo provinciale ha annunciato che l'estensione procederà e verranno impiegati 38,8 milioni di dollari per istituire un "Project Office" incaricato con la preparazione di piani finanziari e tecnici dettagliati entro due anni. L'inizio della costruzione era previsto per il 2021 con una data di completamento nel 2025.. A partire da luglio 2019, il programma preliminare di STM mostra che la costruzione potrebbe iniziare nel 2021, consentendo l'apertura della nuova sezione nel 2026. Il finanziamento federale dovrebbe coprire il 40 per cento del costo.
Un'altra espansione proposta prevede l'estensione della linea blu a sud-ovest di Snowdon. Questa estensione avrebbe servito Notre-Dame-de-Grâce, Côte-Saint-Luc e Montreal West. Questa estensione della metropolitana è stata sospesa a tempo indeterminato.
La stazione di Édouard-Montpetit si trova vicino all'entrata settentrionale del Mount Royal Tunnel. I piani per collegare la stazione alla linea Deux-Montagnes dell'AMT non sono stati perseguiti perché la differenza di altezza tra i due livelli è di 50 metri. Nell'aprile 2016, questo interscambio ha ricevuto un rinnovato interesse nell'ambito della proposta Réseau express métropolitain, che sostituirà la linea Deux-Montagnes con un transito rapido.